# Satellitentelemetrie
Die Satellitentelemetrie ist ein Telemetrieverfahren, bei dem bewegliche Objekte mit Hilfe von Sendern, die mit Satelliten in Kontakt stehen, nachverfolgt werden.

## Methode
Die beweglichen Objekte, deren Lage oder Bewegungen nachverfolgt werden, werden mit einem Sender ausgestattet, der die Signale der Satelliten des ARGOS- oder GPS-Systems empfängt. Aus diesen Signalen berechnet der Sender seine Position und versendet diese über einen Satelliten. Neben der auf wenige Meter genauen Position können heute auch Höhe und Geschwindigkeit berechnet werden. Tiere tragen die Sender wie einen Rucksack (meist bei Vögeln) oder als Halsband bei größeren Säugetieren.

## Geschichte
Die Satellitentelemetrie kam mit der Einrichtung des ARGOS-Systems in den 1970er Jahren auf. Das System bestand zunächst nur aus zwei Satelliten, die Sender wogen etwa ein Kilogramm. Sie wurden in den 1980er Jahren erstmals wandernden Tieren wie Eisbären und Karibus angelegt. Mit zunehmender Verkleinerung der Sender zur Überwachung von Fahrzeugen, konnten sie ab einem Gewicht von unter 200 Gramm auch in der Vogelforschung eingesetzt werden. Ab dem Jahr 1984 wurden erste Versuche an Weißkopfseeadlern, Pfeif- und Trompeterschwänen und Riesensturmvögeln durchgeführt.
Ab dem Jahr 1990 wurden in Europa erstmals Zwergschwäne und ein Gänsegeier mit Satellitentelemetriesendern ausgestattet. Seit dem Jahr 1991 wurden über 80 Weißstörche telemetriert.
Bis heute sind weit über 50 Vogelarten mit der Satellitentelemetrie untersucht worden.
Die Sender sind auf etwa 20 Gramm verkleinert worden und können mit Solarenergie betrieben werden, wodurch sie jahrelang funktionieren.

## Vorteile
Im Gegensatz zur herkömmlichen Telemetrie bestimmen Satellitentelemetriesender ihre Position selbstständig. Die besenderten Objekte müssen auch wegen der größeren Reichweite der Übertragung mittels Satelliten nicht mehr mit einem Empfänger verfolgt werden. Daher ist die Satellitentelemetrie sehr viel weniger arbeitsaufwändig, jedoch sind Satellitentelemetriesender sehr teuer.
Mit der Satellitentelemetrie kann gegenüber der herkömmlichen Vogelberingung das gesamte Raum-Zeit-Muster des Vogelzugs erfasst werden, also Tagesetappen, Flughöhenprofile, sowie Rastgebiete und -dauer.